# Nokia Morph
Nokia Morph – koncept telefonu komórkowego firmy Nokia.
Nokia Morph została zaprezentowana podczas wystawy Design and Elastic Mind w Muzeum Sztuki Nowoczesnej w Nowym Jorku. W telefonie tym zastosowano nanotechnologię, dzięki czemu ma zmienny kształt. Komórka została zaprojektowana przez pracowników z firmy Nokia i naukowców Nanoscience Centre. Projektanci telefonu postanowili zastosować w niej różne sensory. Dzięki nanoczujnikom aparat może poinformować użytkownika o poziomie zanieczyszczenia środowiska.